# Bokarnea odgięta
Bokarnea odgięta, beukarnea wygięta (Beaucarnea recurvata Lem.) – gatunek roślin z rodziny szparagowatych. Potocznie nazywany jest również nogą słonia lub małpim drzewkiem, w użyciu jest również nazwa nolina wygięta, nolina odgięta i nolina kędzierzawa. Pochodzi z Meksyku i jest uprawiany w wielu krajach świata.

## Morfologia
W warunkach naturalnych bokarnea odgięta wraz z kaktusami rośnie na suchych płaskowyżach meksykańskich. Jest sukulentem i posiada gruby pień. Uprawiana w mieszkaniach jako roślina pokojowa, u podstawy łodygi wykształca okrągłą, zgrubiałą podstawę, z której po kilku latach może wyrosnąć kilka pędów z rozetami długich, mocnych liści. Liście skupione na szczytach pędu są wąskie i ciemnozielone, mają szorstką górną powierzchnię i ostre brzegi. Po wielu latach uprawy roślina wytwarza kwiatostany składające się z licznych, białozielonkawych lub różowawych kwiatów. Owocem jest torebka. W uprawie doniczkowej roślina osiąga ok. 2 m wysokości.

## Zastosowanie i uprawa
W polskich warunkach klimatycznych bokarnea odgięta uprawiana jest jako roślina pokojowa. Rośnie bardzo wolno. Wymaga żyznej i przepuszczalnej ziemi. Podobnie jak kaktusy, potrzebuje dużo światła i może stać w lecie na wolnym powietrzu, przy czym liście powinny być stopniowo przyzwyczajane do bezpośredniego nasłonecznienia ze względu na niebezpieczeństwo oparzeń. W zimie powinna być sztucznie doświetlana. Wiosną i latem należy podlewać obficie, ale rzadko (tak, aby pomiędzy kolejnymi podlewaniami ziemia zdążyła lekko przeschnąć), zimą podlewanie należy znacznie ograniczyć. Preferuje temperatury w okresie zimowym z zakresu 6–10 °C. Nawozi się tylko w okresie wegetacyjnym, wieloskładnikowymi nawozami o zmniejszonej ilości azotu.
Rośliny uprawiane w pomieszczeniach nazbyt ciepłych i suchych atakowane są przez przędziorkowate.
Rozmnażanie z nasion oraz z sadzonek pędowych.